# Ekonomika Německa
Ekonomika Německa je vysoce rozvinuté sociálně-tržní hospodářství. Jde o největší národní ekonomiku v Evropě, podle nominálního HDP čtvrtou největší na světě a pátou podle HDP (PPP). V roce 2017 se země podle Mezinárodního měnového fondu (MMF) podílela na 28% ekonomiky eurozóny. Německo také patří mezi zakládající členy Evropské unie a eurozóny.
V roce 2016 zaznamenalo Německo nejvyšší obchodní přebytek na světě v hodnotě 310 miliard dolarů, čímž se stalo největším vývozcem kapitálu na světě. Německo je jedním z největších světových vývozců s vývozem zboží a služeb v hodnotě 1810,93 miliard dolarů za rok 2019. Sektor služeb se na celkovém HDP podílí přibližně 70%, průmysl 29,1% a zemědělství 0,9%. Export představoval 41% národní produkce. Mezi nejdůležitější artikly z Německa patří vozidla, stroje, chemikálie, elektronické výrobky, elektrická zařízení, léčiva, dopravní prostředky, základní kovy, potravinářské výrobky, pryž a plasty. Německá ekonomika je největší zpracovatelskou ekonomikou v Evropě a je méně pravděpodobné, že bude ovlivněna finančním poklesem.
Německo je bohaté na dřevo, hnědé uhlí, potaš a sůl. Menší zdroje zemního plynu jsou využívány ve spolkové zemi Dolní Sasko. Až do znovusjednocení těžila Německá demokratická republika v Krušných horách uran (viz také: Wismut). Energie v Německu pochází převážně z fosilních paliv (30%), poté z větrné energie, dále jadernou energií, plynem, solární energií, biomasou a vodní energií. Německo je prvním významným průmyslovým státem, který se zavázal k přechodu na obnovitelnou energii s názvem Energiewende a je předním výrobcem větrných turbín na světě. 46% elektřiny spotřebované v Německu v roce 2019 pocházelo z obnovitelných zdrojů.

## Historie

### Věk industrializace
Průmyslová revoluce začala v Německu přibližně o sto let později než ve Velké Británii, Francii a Belgii, částečně proto, že se Německo stalo jednotnou zemí až v roce 1871.

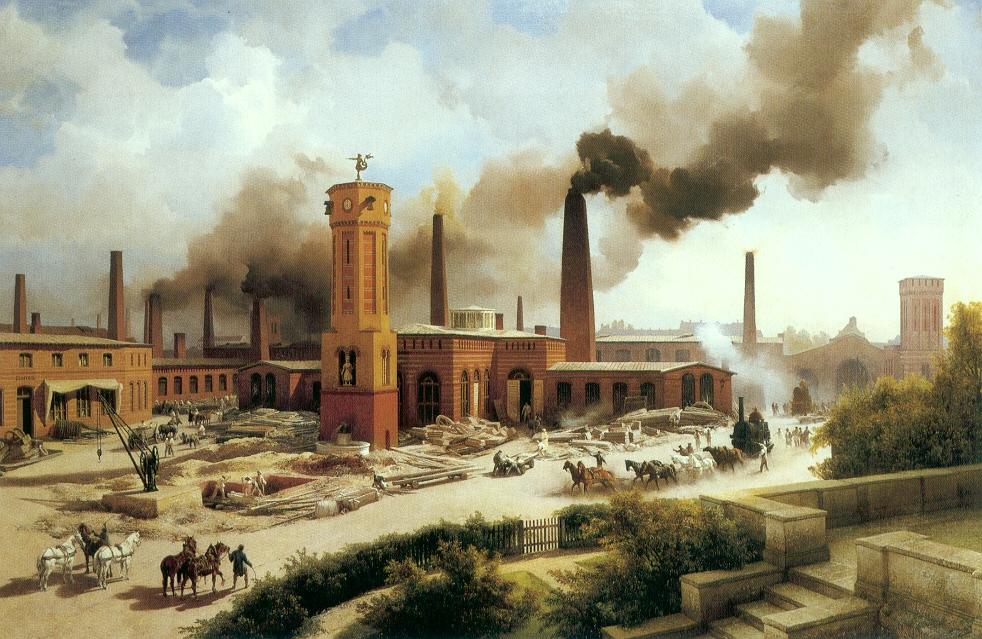
Továrna na lokomotivy Borsig v roce 1847.
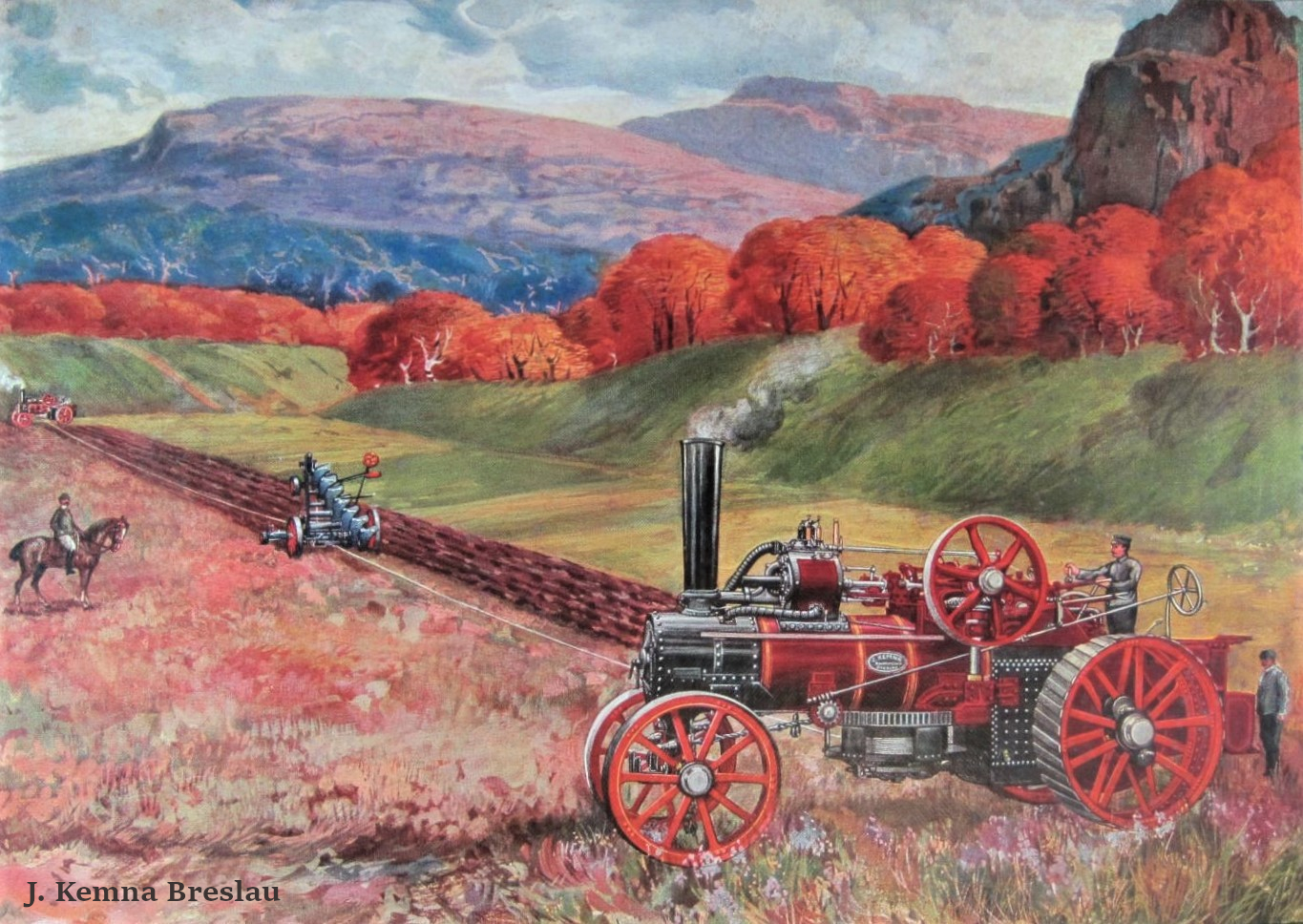
Mnoho společností, například výrobce parních strojů  J. Kemna, se formovaly podle anglického průmyslu.
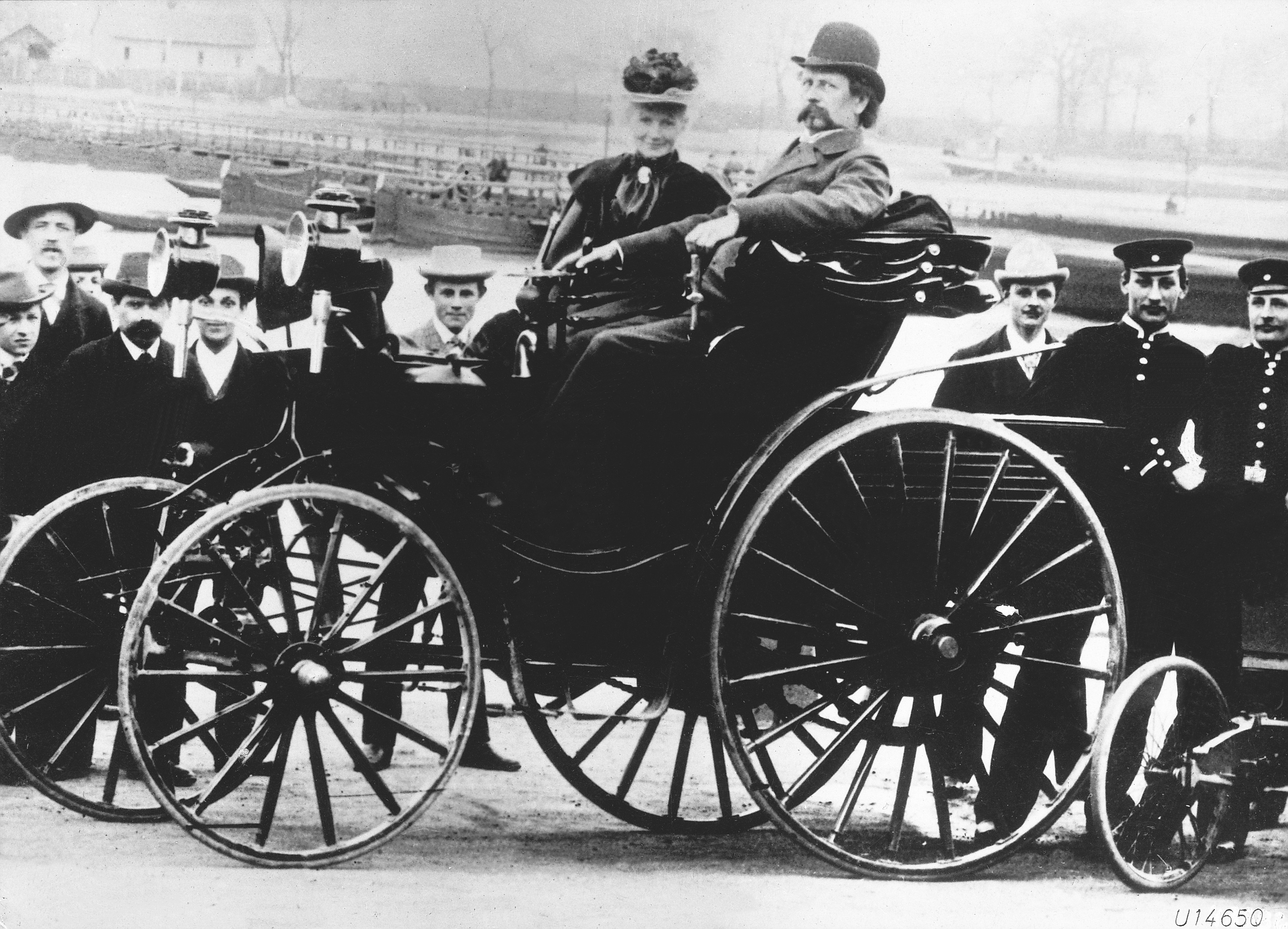
Vynález automobilu. Bertha Benz a Karl Benz ve voze Benz Viktoria, model 1894.
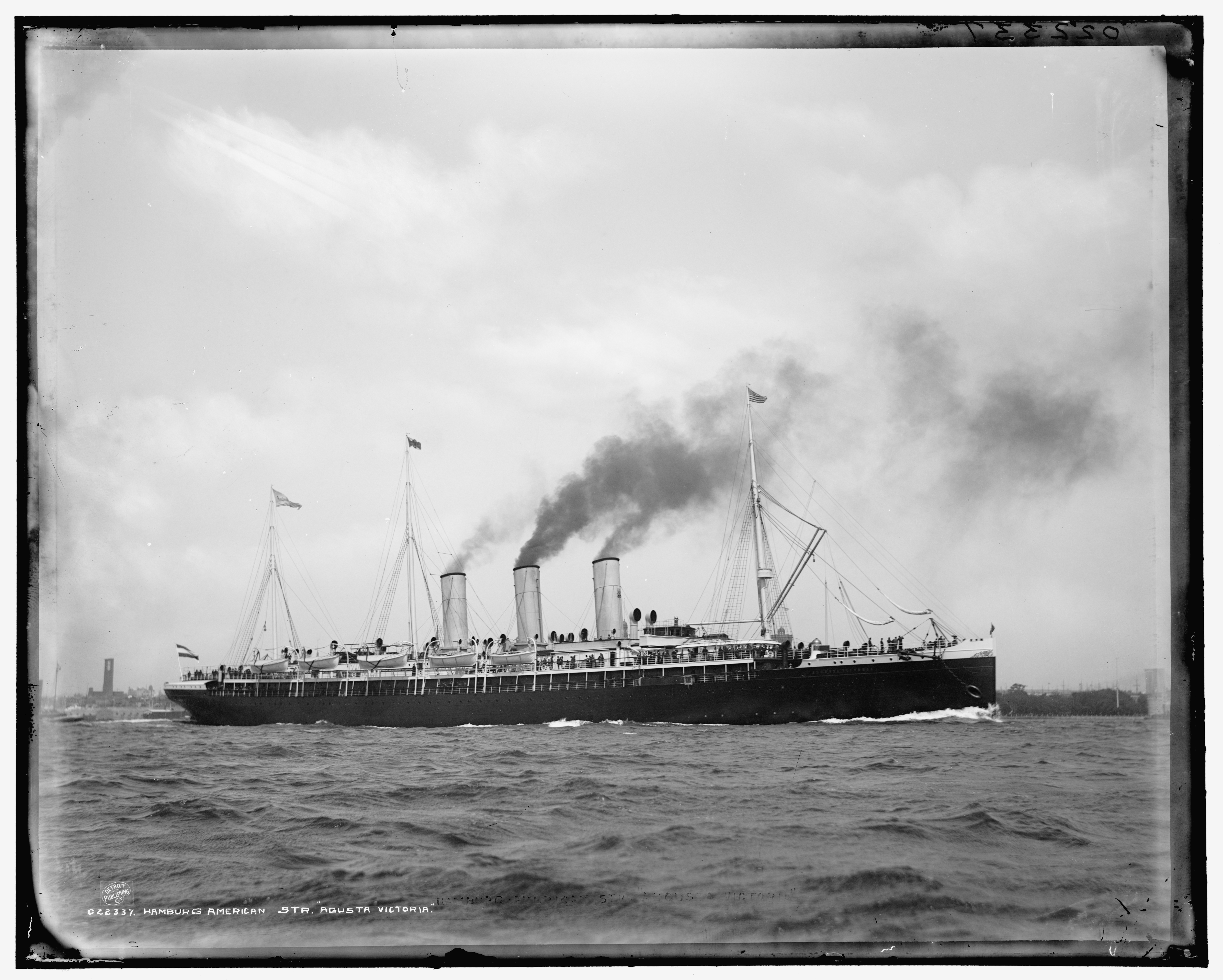
Vynález výletní lodi. SS Auguste Viktoria v roce 1890.
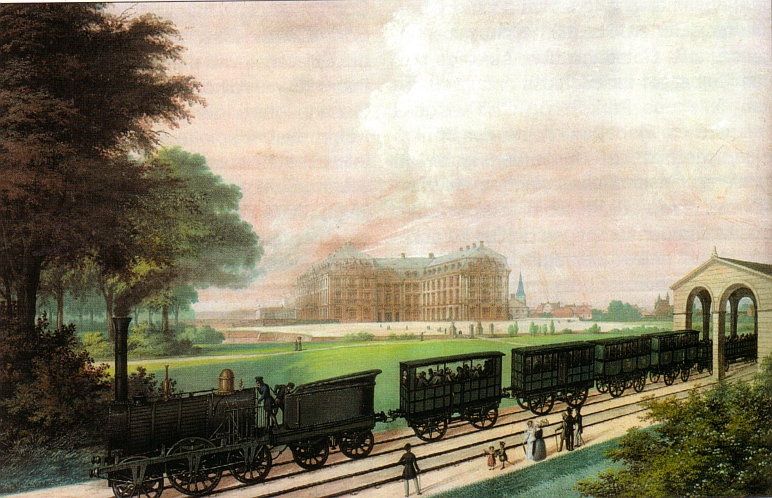
Stavba železnice jako výraz průmyslové revoluce (zde trať Bonn-Kolín kolem roku 1844)

Založení Německá celní unie (Deutscher Zollverein) v roce 1834 a rozšíření železniční sítě i systému byly hlavními hnacími silami německého průmyslového rozvoje a politické unie. Po roce 1834 byly odstraněny celní bariéry mezi rostoucím počtem německých států maloněmecké koncepce. V roce 1835 spojila první německá železnice franská města Norimberk a Fürth a osvědčila se tak úspěšně, že ve 40. letech 19. století došlo ve všech německých státech k „železniční mánii“. V letech 1845 až 1870 bylo postaveno 8 000 kilometrů železnice a od roku 1850 Německo stavělo vlastní lokomotivy. Postupem času se do celní unie připojily další německé státy a začaly spojovat své železnice, které postupně spojily rohy Německa dohromady. Růst volného obchodu a železničního systému napříč Německem zesílil ekonomický rozvoj, který otevřel nové trhy s místními výrobky, vytvořil skupinu středních manažerů, zvýšil poptávku po inženýrech, architektech a kvalifikovaných strojnících a stimuloval investice do uhlí a železa.
Dalším faktorem, který poháněl německý průmysl vpřed, bylo sjednocení měnového systému, umožněné částečně politickým sjednocením. Německá marka, nový měnový systém ražení mincí podporovaný zlatem, byla zavedena v roce 1871. Tento systém se však plně nepoužíval, protože stříbrné mince si uchovaly svou hodnotu až do roku 1907.

### Poválečné období
Po druhé světové válce bylo Německo ekonomicky a sociálně rozvrácené. Rozdělení na okupační zóny, kde v západních zónách byl brzy rychle obnovován svobodný trh a ve východní sovětské vznikal socialistický systém, oslabilo dlouholeté vnitroněmecké hospodářské vztahy. Po měnové reformě v západních sektorech roku 1948 se podařilo nastartovat ekonomickou přestavbu, tzv. Wirtschaftswunder, současně ale byli občané sociálně zajištěni. Tehdejší Západní Německo se stalo exportní zemí, strojírenská výroba a její kvalita získaly opět dobrou pověst. Jeho strojírenství, automobilový a chemický průmysl pronikly se svými kvalitními výrobky brzy na zavedené trhy v Západní Evropě a ve Spojených státech amerických. Naopak obnova hospodářství Východního Německa postupovala pomaleji a bez velké pomoci ostatních tzv. socialistických zemí.
Po vytvoření dvou německých států Spolkové republiky Německo (běžná česká zkratka NSR) a Německé demokratické republiky (NDR) v roce 1949 se jejich ekonomiky vyvíjely diametrálně odlišným způsobem. V NSR bylo zavedeno relativně volné tržní hospodářství s konvertibilní měnou (německá marka, Deutsche Mark). V NDR byl sice hospodářství rovněž obnovováno, jeho zaměření na těžký průmysl a chemickou výrobu však nezaručovalo podstatné zvýšení životní úrovně.
Vývoj hospodářství v Německu po druhé světové válce resp. po konstituování dvou německých států byl poznamenán skutečností, že tři tradiční průmyslové oblasti dřívějšího Německa, a sice Horní Slezsko, Sasko a Porúří, se ocitly ve třech různých státech včetně Polska. Proto měly zcela odlišné podmínky pro svůj další rozvoj. Horní Slezsko připadlo téměř celé Polsku. Ze Saska bylo strojové vybavení mnoha továren po válce odvezeno jako reparace do Sovětského svazu. V Porúří, s městy jako Dortmund, Essen a Duisburg, hrály těžký průmysl a těžba uhlí po dlouhou dobu významnou roli, protože bylo nutno nahradit dřívější zásobování země uhlím z Horního Slezska. 
Až do začátku 70. let prožívalo západní Německo téměř nepřetržitý vysoký hospodářský růst, který se však snížil po recesích v letech 1974, 1981 a 1982 a po vrcholném růstu v roce 1979. V 70. a 80. letech patřilo západní Německo společně s Dánskem a Lucemburskem k zemím Evropského společenství s nejvyšším průměrným příjmem na jednoho obyvatele.
Východní Německo bylo sice jedním z tahounů celé Rady vzájemné hospodářské pomoci (RVHP), nedostatky typické pro centrálně plánované ekonomiky se ale objevily i tam. Přes 95 % všech podniků tvořil státní sektor, soukromý byl zastoupen pouhými dvěma až třemi procenty (což ale bylo více než v ČSSR). Největší kontrasty se vytvořily v Berlíně. Západní Berlín sice neměl mnoho průmyslu, ale díky zapojení do technologicky vyspělé světové a západoněmecké tržní ekonomiky a finanční podpoře prosperující Spolkové republiky byl rychle znovuvybudován z trosek a jeho obyvatelstvo mělo již v 60. létech vysokou životní úroveň. Naproti tomu Východní Berlín (tzv. „Demokratický Berlín“) se po celou dobu své existence jako hlavní město NDR potýkal s mnoha nedostatky v oblasti zboží i služeb.
Po hospodářsky úspěšných letech 1988 a 1989 přišel ekonomický boom západního Německa po znovusjednocení v letech 1990 a 1991. I přesto bylo však hospodářství silně zatíženo; východní spolkové země byly ekonomicky velmi slabé, navíc sem bylo nutné investovat enormní sumy na modernizaci a rozvoj průmyslu i měst.
Roku 1993 následovala recese. Od roku 1994 nastal však opět 8letý hospodářský růst o přibližné výši 1,5 %. Po stagnaci v letech 2001 až 2003 ekonomika opět roste: roku 2004 o 1,2 %, roku 2005 o 0,9 % i roku 2006 – o 2,8 %. Nezaměstnanost však stoupla z 2,5 milionů (v roce 1992) až na 4,8 milionů v roce 2005.
Německo bylo poměrně silně zasaženo Ekonomickou krizí započatou roku 2008, do které se dostalo počátkem druhé poloviny téhož roku a německý HDP klesal až do poloviny roku 2009, kdy začal opět rapidně stoupat. Následoval rekordně silný růst německé ekonomiky během roku 2010 a pokračující i v roce 2011. Silný růst byl zapříčiněný nejprve zejména exportními úspěchy, zejména ve Východní Asii, a postupně také obnovující se domácí poptávkou. Rychlý postkrizový růst ekonomiky s sebou přinesl také rapidní pokles nezaměstnanosti, jež v Německu klesla až pod hranici 3 milionů nezaměstnaných, což přestavovalo přibližně 7,1% míru nezaměstnanosti, nejnižší od června 1992.
V životní úrovni je Německo dle Indexu lidského rozvoje (HDI) na 4. místě na světě.[zdroj⁠?!]

## Hospodářská odvětví

### Zemědělství a lesnictví
V roce 2010 představovalo zemědělství, lesnictví a těžba pouze 0,9% německého hrubého domácího produktu (HDP) a zaměstnávalo pouze 2,4% práceschopného obyvatelstva, což je pokles ze 4% v roce 1991. Zemědělství je z hlediska výrobních metod vyspělé a mimořádně produktivní a Německo je schopné pokrýt 90% svých nutričních potřeb domácí produkcí. Po Francii a Itálii je třetím největším zemědělským výrobcem v Evropské unii. Hlavními německými zemědělskými produkty jsou brambory, pšenice, ječmen, cukrová řepa, ovoce a zelí.
Zemědělsky se využívá více než polovina plochy státu. Mnoho zemědělců vykonává tuto činnost vedle jiného zaměstnání. Orná půda představuje 34 % plochy státu, 4 % orné půdy jsou zavlažovány.

### Průmysl

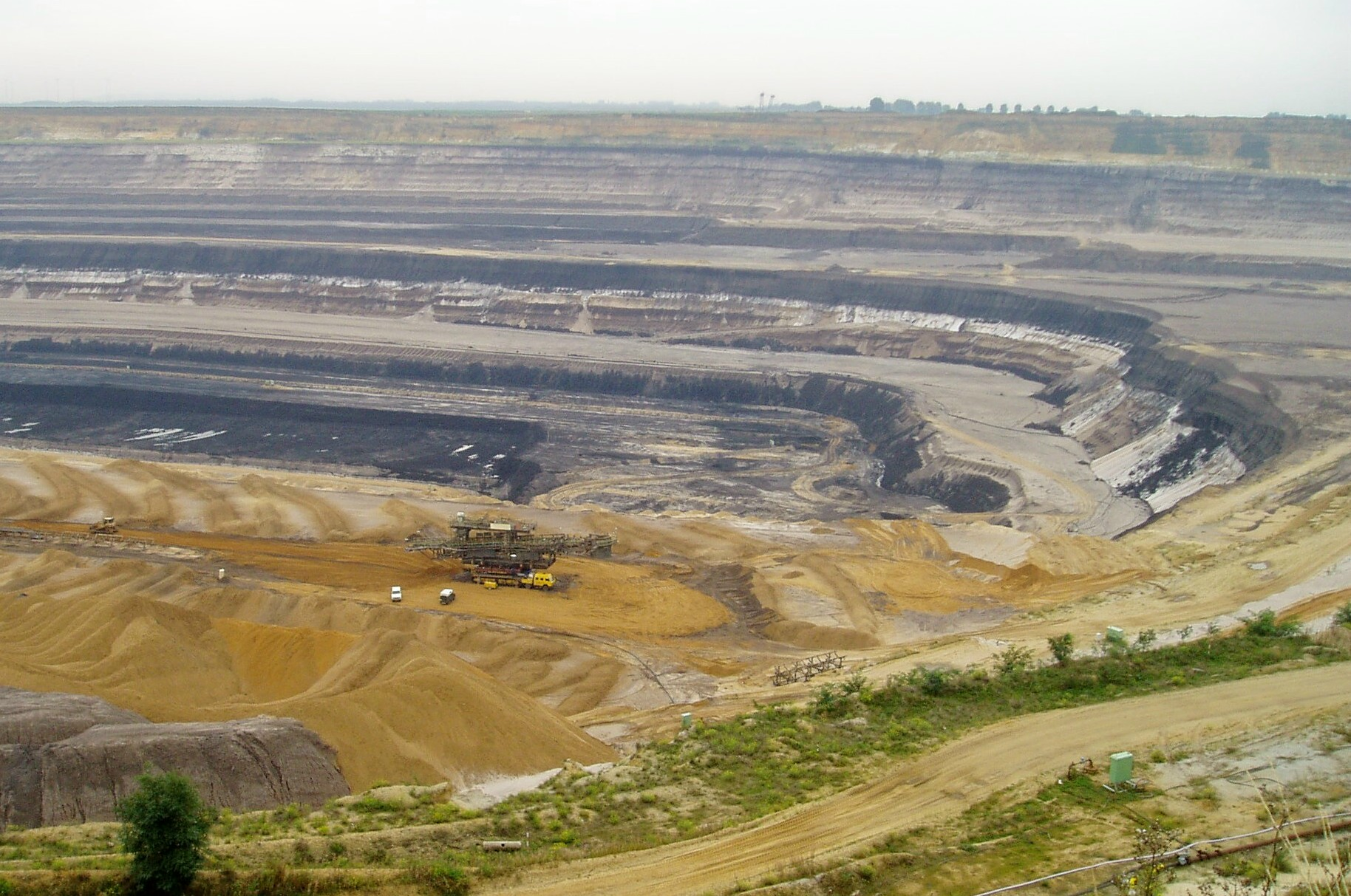
Povrchový důl na hnědé uhlí Tagebau Garzweiler poblíž Grevenbroichu v Severním Porýní-Vestfálsku.

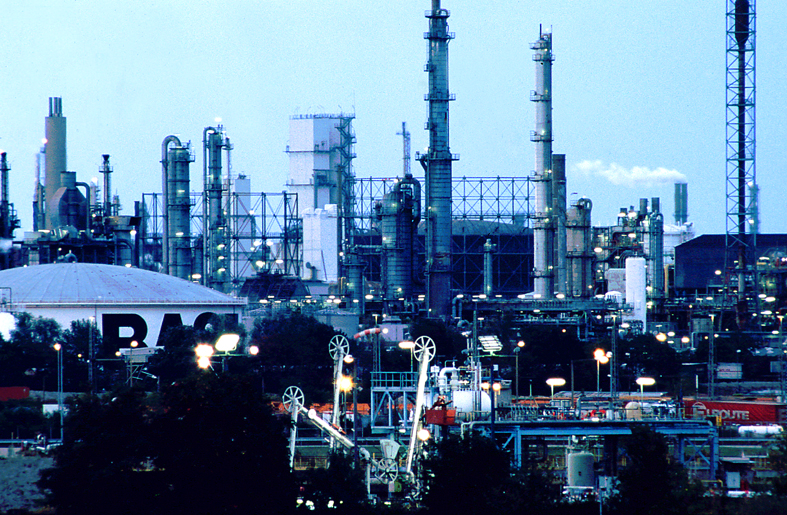
Chemická továrna koncernu BASF v Ludwigshafenu, největší komplex chemické výroby na světě

Z 500 největších firem světa je 37 německých, z nichž 30 firem jsou akciové společnosti zobrazené v akciovém indexu DAX 30 (Deutscher Aktienindex). Tyto společnosti jsou vesměs činné nejen na německém nebo evropském trhu, nýbrž celosvětově. Menší akciové společnosti jsou zařazeny do indexů MDAX a TecDAX. Od roku 2021 je plánováno do indexu DAX zařadit dalších 10 společností. Index DAX je zatím podle vývoje tržní kapitalizace společností obměňován jednou v roce, od roku 2021 to bude dvakrát ročně. 
Mezi nejvýznamnější německé firmy patří automobilky Volkswagen, Daimler AG a BMW, producent programů pro firemní použití SAP, pojišťovny Allianz a Münchener Rück, výrobce elektrických zařízení Siemens AG, chemické firmy Bayer AG a BASF, výrobci sportovního zboží Adidas a Puma a přes různé problémy nadále i velká obchodní banka Deutsche Bank. Mezi další firmy známé po celém světě patří výrobce pneumatik Continental (ke kterému patří česká firma Continental Barum), sesterské farmaceutické firmy Fresenius a Fresenius Medical Care, dále Robert Bosch GmbH (není vedena v DAXu) a elektrárenské společnosti E.ON a RWE. Značný význam mají také mj. Deutsche Post (vlastník mezinárodní přepravní společnosti DHL), telekomunikační koncern Deutsche Telekom (mezinárodně podnikající také jako T-Mobile a T-Systems) a obchodní společnost Metro.
Důležitým měřítkem významu německých koncernů je tzv. tržní kapitalizace (Marktkapitalisierung), která se zjišťuje násobením počtu akcií společnosti jejich aktuálním kurzem na burze cenných papírů ve Frankfurtu nad Mohanem. Ke dni 23. prosince 2015 byla jako největší vykázána chemická společnost Bayer (sídlo: Leverkusen) s kapitálem 96,0 miliardy eur, následována koncernem SAP s kapitálem 89,8 mrd. eur. Třetí je automobilka Daimler (82,9 mrd. eur), čtvrtý je Siemens (79,0 mrd. eur) a pátá Deutsche Telekom (76,3 miliard eur). Na devátém místě se umísťuje automobilka BMW (Bayerische Motorenwerke) s kapitalizací 63,5 mrd. eur, přičemž téměř polovina akcií je v držení Stefana Quandta a Susanne Klattenové, syna a dcery průmyslníka Herberta Quandta (1910–1982).
Pořadí velikosti společností z indexu DAX je ovlivněno skutečností, že automobilka Volkswagen (VW) má dva druhy akcií. Jen tzv. zvýhodněné akcie (Vorzugsaktien, zkráceně Vorzüge) v hodnotě 70,0 mrd. eur jsou vedeny v indexu DAX, zatímco kurzy tzv. kmenových akcií (Stammaktien, zkráceně Stämme) lze nalézt pouze v seznamu Prime Standard bez tržní kapitalizace. Je známo, že zhruba polovina všech akcií VW je přímo či nepřímo (přes Porsche Holding) držena dvěma podnikatelskými rodinami, a sice rodinami Wolfganga Porscheho a Ferdinanda Piëcha, což jsou vnuci zakladatele firem Volkswagen a Porsche, Ferdinanda Porscheho. Volkswagen je jedna z největších automobilek světa a patří jí mj. 100 % akcií Škody Auto. V roce 2014 měla celkově 592 600 zaměstnanců.
Pro Německo je finančně výhodné dovážet uhlí, což se v posledních letech projevilo v téměř úplném útlumu těžby černého (kamenného) uhlí, přesto však zatím zůstává spolu s USA na předním místě ve světě v těžbě hnědého uhlí (hlavně ve Východním Německu) i v jeho spotřebě, zvláště pro výrobu elektřiny.

### Služby
V roce 2017 služby představovaly 68,6% hrubého domácího produktu (HDP) a odvětví zaměstnávalo 74,3% pracovní síly. Dílčími součástmi služeb jsou finanční, nájemní a obchodní činnosti (30,5%); obchod, hotely a restaurace a doprava (18%); a další služby (21,7%).
Německo je sedmou nejnavštěvovanější zemí na světě s celkovým počtem 407 milionů přenocování v roce 2012. Toto číslo zahrnuje 68,83 milionu nocí zahraničních návštěvníků. V roce 2012 přijelo do Německa více než 30,4 milionu mezinárodních turistů. Berlín se stal třetím nejnavštěvovanějším městským cílem v Evropě. Více než 30% Němců navíc tráví dovolenou ve své vlastní zemi, přičemž největší podíl má Meklenbursko-Přední Pomořansko. Domácí a mezinárodní cestování a cestovní ruch společně přímo přispívají k německému HDP více než 43,2 miliardami euro. Včetně nepřímých a vyvolaných dopadů přispívá toto odvětví 4,5% německého HDP a podporuje 2 miliony pracovních míst (4,8% celkové zaměstnanosti). Největší každoroční mezinárodní veletrhy a kongresy se konají v několika německých městech, jako je Hannover, Frankfurt a Berlín.
Společnosti
| Pozice | Název                           | Sídlo                 | Obrat (mil. €) | Zisk (mil. €) | Zaměstnanci (svět) |
| ------ | ------------------------------- | --------------------- | -------------- | ------------- | ------------------ |
| 01.    | Volkswagen                      | Wolfsburg             | 159 000        | 15 800        | 502 000            |
| 02.    | E.ON                            | Düsseldorf            | 113 000        | −1 900        | 79 000             |
| 03.    | Daimler                         | Stuttgart             | 107 000        | 6 000         | 271 000            |
| 04.    | Siemens                         | Berlín, Mnichov       | 74,000         | 6 300         | 360,000            |
| 05.    | BASF                            | Ludwigshafen          | 73 000         | 6 600         | 111 000            |
| 06.    | BMW                             | Mnichov               | 69 000         | 4 900         | 100 000            |
| 07.    | Metro                           | Düsseldorf            | 67 000         | 740           | 288 000            |
| 08.    | Schwarz Gruppe (Lidl, Kaufland) | Neckarsulm            | 63 000         | N/A           | 315 000            |
| 09.    | Deutsche Telekom                | Bonn                  | 59 000         | 670           | 235 000            |
| 010.   | Deutsche Post                   | Bonn                  | 53 000         | 1 300         | 471 000            |
| —      | Allianz                         | Mnichov               | 104 000        | 2 800         | 141 000            |
| —      | Deutsche Bank                   | Frankfurt nad Mohanem | 21 600         | 4 300         | 101 000            |

### Infrastruktura

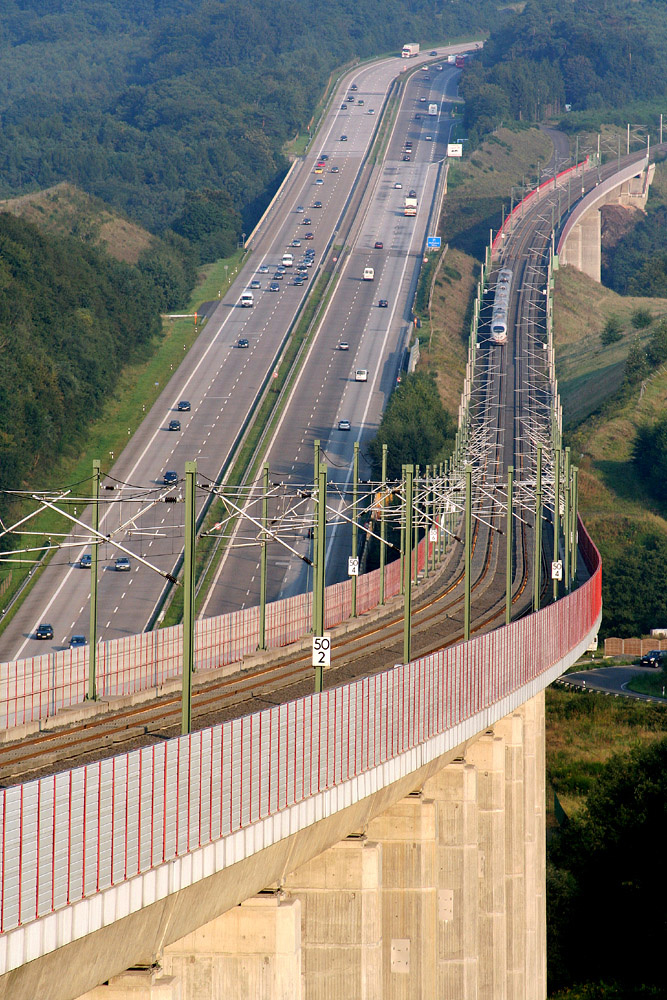
Mosty Hallerbach a Wiedtal na trase Kolín-Frankfurt

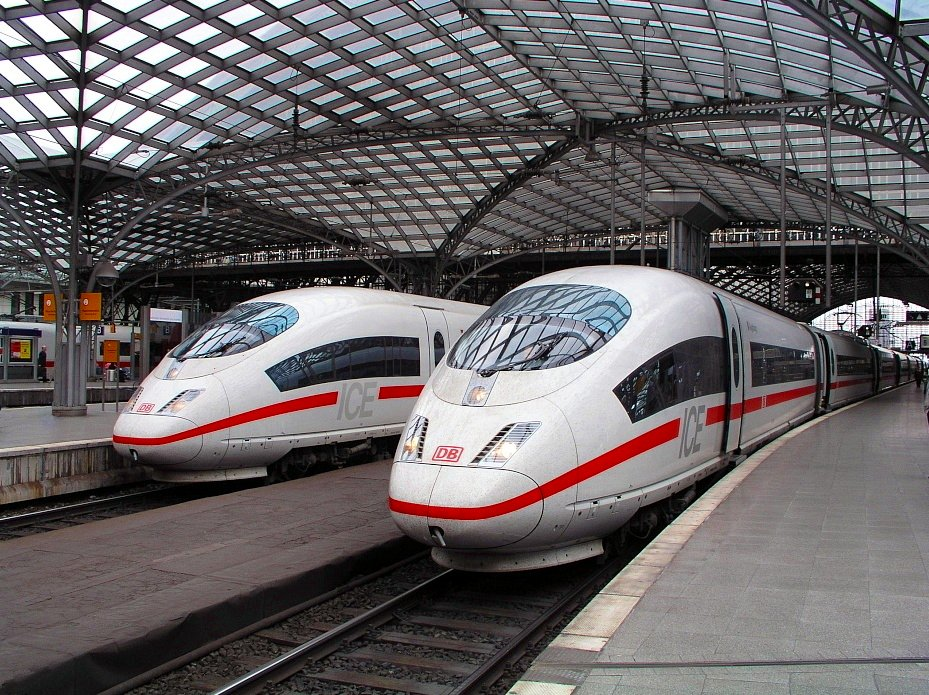
Rychlovlak ICE na nádraží v Kolíně nad Rýnem

První dlážděné silnice na území dnešního Německa založili již Římané. První státní silnice byly na německém území postaveny v 18. století. Rozvoj automobilismu dal výstavbě silnic nové impulsy. První dálnice světa, AVUS v Berlíně, byla postavena již v roce 1921. Silniční doprava vystřídala ve druhé polovině 20. století železniční dopravu v množství přepraveného nákladu.
Německo mělo k 1. lednu 2007 12 531 kilometrů dálnic, 40 711 kilometrů spolkových silnic, 86 597 zemských silnic a 91 520 kilometrů okresních silnic.
V roce 2006 zemřelo na německých silnicích 5094 lidí, počet mrtvých má klesající tendenci. V Německu jsou v obcích velice časté pěší zóny, zóny s maximální rychlostí 30 km/h atd.
Německo disponuje železniční sítí o délce asi 35 000 kilometrů. Denně je vypraveno přibližně 50 tisíc osobních a nákladních vlaků.
V rámci reformy železnice byla k 1. lednu 1994 sloučena Deutsche Bundesbahn (západní část Německa) a Deutsche Reichsbahn (východní část Německa) do akciové společnosti Deutsche Bahn AG, která organizuje velkou část železniční dopravy v Německu. Vedle Deutsche Bahn AG jezdí v Německu asi 350 dalších menších regionálních železničních dopravců. Stát v Německu financuje údržbu železniční sítě a dotuje regionální dopravu. V regionální dopravě i dálkové dopravě jezdí vlaky většinou podle taktového jízdního řádu. Na dálkových trasách jezdí rychlovlaky ICE na tratích o celkové délce asi 2000 km. Podíl železnice na nákladní i osobní přepravě do roku 2005 klesal, od té doby má opět stoupající tendenci.
Letiště ve Frankfurtu nad Mohanem je nejdůležitějším letištěm společnosti Lufthansa a třetím největším letištěm v Evropě co do počtu odbavených osob, v objemu přepraveného zboží je největším letištěm Evropy. Frankfurtské letiště ročně odbaví 52 miliónů osob. Mnichovské letiště Franze Josefa Strausse přepraví ročně 32 miliónů osob, jeho význam se zvětšuje. Nové berlínské letiště bude po uvedení do provozu v roce 2011 třetím největším německým letištěm. Německo má celkově 430 letišť a má největší hustotu přistávacích a startovacích drah na světě.
Německo je jedním z největších exportérů světa, proto je závislé na své námořní flotile. Disponuje velkým počtem moderních přístavů, ale vysoký podíl zahraničního obchodu se realizuje přes přístavy v sousedních zemích, především v Nizozemsku. Německo plánuje rozsáhlé modernizace svých přístavů. Má se stavět čtvrtý kontejnerový terminál v Bremerhavenu, prohlubovat koryta řek Labe a Vezery. V prohloubeném přístavu JadeWeserPort ve Wilhelmshavenu budou moci přistávat největší kontejnerové lodě světa. Největšími přístavy Německa jsou Hamburk, Wilhelmshaven a Brémy s Bremerhaven. Nejdůležitějším přístavem Baltského moře je Lübeck.
Nejdůležitější trasy námořní plavby jsou na dolním Labi a dolní Vezeře, dále průplav mezi Severním a Baltským mořem. Německé pobřeží Baltského moře, v Meklenburském zálivu, je nejnebezpečnější částí baltského pobřeží.
V Německu je dobře rozvinutá říční plavba, země má hustou síť vnitrozemských průplavů. Nejdůležitější splavné řeky jsou Rýn, Mohan, Vezera a Labe. Významné jsou vnitrozemské říční kanály, z nichž nejvýznamnějšími jsou Středoněmecký průplav, kanál Dortmund-Ems, kanál Rýn-Herne a Elbe-Seitenkanal. Kanál Dunaj-Mohan překračuje hlavní evropské rozvodí a umožňuje plavbu ze Severního a Baltského moře do Černého moře. Říční přístavy v Duisburgu na soutoku Rýna a řeky Ruhr s ročním obratem 70 miliónů tun zboží ročně patří k největším říčním přístavům světa.

### Zahraniční obchod

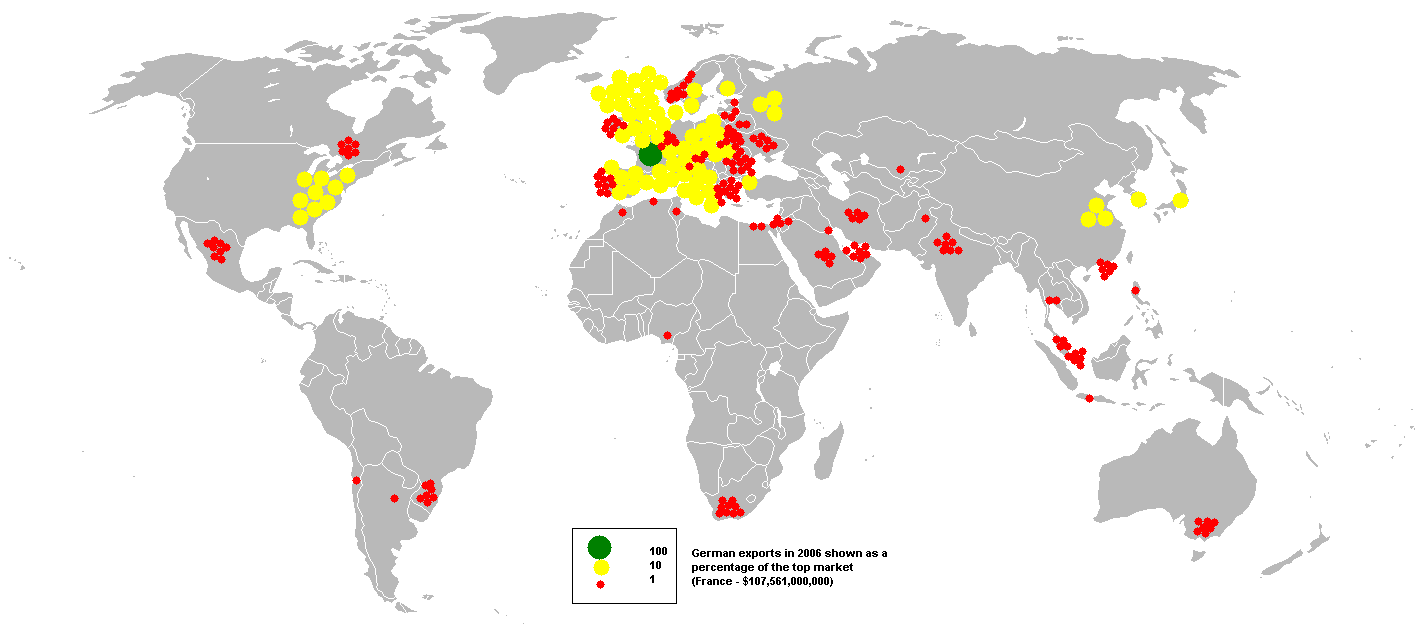
Německý vývoz v roce 2006

Německo je již dlouhá léta jedním z největších světových exportérů a importérů, přičemž dosahuje značného přebytku obchodní bilance. Nejdůležitějším obchodním partnerem Německa je v současnosti Čína, na druhém místě jsou Spojené státy americké před Francií a Nizozemskem. 
V roce 2016 dosáhl německo-čínský obchod v obou směrech objemu 170 miliard eur, tj. přibližně 4 515 miliard Kč. Německá kancléřka Angela Merkelová navštěvovala Čínu až do roku 2019 každoročně. Za dobu svého působení na vrcholném postu vykonala do Číny 12 pracovních návštěv; v roce 2020 nebyla cesta do této země z důvodu restrikcí způsobených nemocí covid-19 možná. Kancléřka je vždy doprovázena významnými německými manažery, jejichž cílem je dosáhnout dalšího rozvoje vzájemného obchodu. Při její doposud poslední návštěvě bylo 5. září 2019 podepsáno 11 smluv o hospodářské spolupráci. Jednou z nejvýznamnějších nových smluv je dohoda francouzsko-německého koncernu Airbus o rozšíření montáže dopravního letadla typu Airbus A320 v již existující výrobně čínské společnosti AVIC Aircraft Corporation ve městě Tchien-ťin. Další smlouvy se týkají mj. energetiky a elektromobility. Společnost ALBA Group bude spolupracovat s velkoměstem Šen-čen v oboru zpracování odpadů. Firma Siemens bude kooperovat s čínskou státní společností SPIC při výrobě plynových turbin pro energetiku. Největší německá a evropská pojišťovna Allianz se dohodla s čínskou velkobankou Bank of China na prohloubení spolupráce při financování a pojišťování hospodářské výměny mezi oběma zeměmi. Úspěšná jednání mezi německou a čínskou delegací nebyla nijak ovlivněna aktuálními událostmi v Hongkongu. Kancléřka Merkelová ovšem zmínila nutnost poklidného vyřešení současné situace v této autonomní čínské provincii. Čínský předseda vlády Li Kche-čchiang odpověděl na tuto zmínku v tom smyslu, že Čína „je schopná ukončit chaos v Hongkongu a znova tam nastolit pořádek v rámci zákonů“. Zahraničí se může podle něj spolehnout na to, že Čína má pro to „moudrost“. Podle názoru šéfredaktora německého zpravodajského webu T-Online.de Floriana Harmse „diktuje Čína pravidla vzájemné spolupráce i Německu“. Vzájemný obchod mezi Německem a Čínou pokračuje i v roce 2020 poměrně úspěšně.